# Monometallismus
Als Monometallismus bezeichnet man eine Währung, die nur auf einem Edelmetall als Währungsstandard seiner Kurantmünzen beruht. Grundlage ist der Metallismus, der vom Materialwert des Geldes statt von einem Nennwert ausgeht.

## Silberstandard
In der deutschen Vergangenheit war dieses Edelmetall von ca. 800 bis 1871 das Silber, was natürlich auch von seiner ausreichenden Verfügbarkeit abhing. Man spricht hier von einer Silberstandardwährung, d. h. der Preis jeder Ware oder Dienstleistung wird mit dem Wert des Silbers verglichen bzw. auf diesen bezogen. Nun kann man diesen Wert nicht für alle Zeiten als absolut stabil ansehen, sondern es bildet sich vielmehr ein ungefährer Preismittelwert über eine längere Zeitepoche heraus, der maßgeblich von den Silberbeschaffungskosten und psychologischen Faktoren abhängig ist. Dieser Wert kann durchaus nach oben oder unten schwanken. Silber stellt  letztendlich auch eine Ware dar, die nach Angebot und Nachfrage gehandelt wird. Auf jeden Fall war dieser Wert relativ stabiler als bei unserer heutigen „Papier-Währung“, die nur noch von „Treu und Glauben“ des Bürgers an die Regierenden, Währungsspekulanten bzw. von der Zentralbank abhängt.
Der Wertbezug der Währung auf ein Währungsmetall bedeutete somit eine größere Unabhängigkeit vom Willen der Obrigkeit, die den internationalen Silberpreis damals nicht so einfach manipulieren konnte, wie es heute mit unserer „Papier- und Giralgeldwährung“ geschehen kann.
Man könnte auch etwas spitzfindig sagen: Wenn jemand in dieser Zeit eine Ware mit einem Taler gekauft hat, der damals eine Kurantmünze war, dann hat er eigentlich einen in Münzform geprägten Silberbarren (ebendiese Talermünze) gegen eine Ware „eingetauscht“.
Zur Zeit des Silberstandards gab es beispielsweise in Sachsen um 1770 auch Goldmünzen im Umlauf, z. B. August'dOr mit einem Nominalwert von 5 (Reichs-)Talern in Silber. Da zu dieser Zeit Gold aber nicht das preisbestimmende Währungsmetall war, unterlagen diese Goldmünzen einem Kurs zum Silber, so dass dieser August'dOr eine Schwankungsbreite von etwa 116 bis 120 Groschen in Silbergeld ausgedrückt hatte, wobei ein (Rechnungs-Reichs-)Taler = 24 Groschen galt.
Häufig war im 18. Jh. Goldgeld „Handelsgeld“ für das Ausland, da damals England mehr an Gold als an Silber interessiert war und für bestimmte Exportartikel ausdrücklich Goldgeld verlangte.

## Goldstandard
Ab 1871 begann in Deutschland mit der Gründung des Kaiserreiches die Zeit des Goldstandards und das Silber sank zur Scheidemünze herab. Der damals noch als silberne Kurantmünze geltende Zollvereinstaler sank allerdings ab 1873 durch den einsetzenden Silberpreisverfall schnell zur Scheidemünze herab, weshalb die Einziehung dieser Stücke mit größer werdendem Verlust 1879 eingestellt werden musste. Erst 1907 konnte der Thaler außer Kurs gesetzt werden. Die sog. „Hinkende Goldstandardwährung“ war damit endgültig in eine echte Goldwährung überführt worden.
Schon immer gab es Probleme, ein Wertverhältnis zwischen Silber und Gold festzulegen, vor allem, weil es nicht überall gleich war. Ab 1803 und zur Zeit der Lateinischen Münzunion wurde versucht, einen Bimetallismus oder eine Doppelwährung auf der gesetzlichen Festlegung eines festen Wertverhältnisses zwischen Gold und Silber von 1 : 15,5 zu etablieren. Bis 1870 ging das gut, aber ab etwa 1878 war dieser Versuch praktisch gescheitert, auch spätere Versuche schlugen fehl.
Der Goldstandard hielt sich dann bis zum Beginn des Ersten Weltkrieges 1914 in den wirtschaftlich stärksten Ländern, wie Deutschland, Frankreich, Großbritannien, USA u. a., wo sämtliche nichtgoldenen Zahlungsmittel wie Goldmünzen also 1 : 1 galten, da eine (wenigstens teilweise) Umtauschbarkeit in Goldgeld jederzeit möglich war.
In den wirtschaftlich schwächeren Ländern gab es bis 1914 gleichzeitig sogar bis zu drei Währungen in einem Land, z. B. den Goldrubel, den Silberrubel und den Papierrubel ..., die jeweiligen Kurse waren den Kurszetteln der Börsenplätze entnehmbar bzw. bildeten sich im täglichen Detailhandel heraus.